# Девід Беррі
Девід Беррі (англ. David Berry; нар. 18 січня 1984, Торонто) — австралійський актор.

## Раннє життя та освіта
Беррі народився в Торонто, Канада в сім'ї австралійців, що переїхали в Сідней через 7 років після народження сина. До того, як стати актором, Беррі працював журналістом. Він навчався в Національному інституті драматичного мистецтва в Австралії, який закінчив у 2010 році.

## Кар'єра
У 2012 році Беррі з'явився в мильній опері «Додому і в дорогу» в ролі Логана Мейєра. У тому ж році він знявся в одному з епізодів серіалу «Miss Fisher's Murder Mysteries».
У 2013 році він приєднався до основного акторського складу драматичного телесеріалу «Немає місця кращого дому рідного» в ролі Джеймса Блайта, гея, якого переслідують за гомосексуальність в Австралії в 1950-х роках.
В серпні 2016 року стало відомо, що Беррі отримав роль лорда Джона Грея в американському телесеріалі Starz «Чужоземка».

## Особисте життя
У 2012 році Беррі одружився з Христиною Тесік. Їх син народився у 2016 році.

## Фільмографія
| Рік    | Українська назва  | Оригінальна назва              | Роль           |
| ------ | ----------------- | ------------------------------ | -------------- |
| 2012   | Додому і в дорогу | Home and Away                  | Логан Мейер    |
| 2012   |                   | Miss Fisher's Murder Mysteries | Аластар        |
| 2013   |                   | Progeny                        | Деміен         |
| 2013 — |                   | A Place To Call Home           | Джеймс Блайт   |
| 2017 — | Чужоземка         | Outlander                      | лорд Джон Грей |